# (376) Geometria
(376) Geometria ist ein Asteroid des inneren Hauptgürtels, der am 18. September 1893 vom französischen Astronomen Auguste Charlois am Observatoire de Nice bei einer Helligkeit von 12 mag entdeckt wurde.
Der Asteroid ist benannt nach der Personifikation der Geometrie, altgriechisch γεωμετρία geōmetría, deutsch ‚Land- oder Feldmesskunst‘. Es handelt sich um einen Zweig der Mathematik, der sich mit der Messung, den Eigenschaften und Beziehungen von Punkten, Linien, Winkeln, Flächen und Körpern beschäftigt. Julius Bauschinger, der Direktor des Astronomischen Rechen-Instituts in Berlin, veröffentlichte 1901 die Namen von 34 von Charlois entdeckten Asteroiden zwischen den Nummern (356) und (451). Im Text heißt es lediglich: „Nach Zustimmung des Herrn Charlois haben folgende von ihm entdeckten… Planeten nachstehende Namen erhalten.“ Es liegt daher nahe, dass die Namen vom Astronomischen Rechen-Institut ausgewählt wurden.

## Wissenschaftliche Auswertung
Aus Ergebnissen der IRAS Minor Planet Survey (IMPS) wurden 1992 Angaben zu Durchmesser und Albedo für zahlreiche Asteroiden abgeleitet, darunter auch (376) Geometria, für die damals Werte von 34,9 km bzw. 0,23 erhalten wurden. Eine Auswertung von Beobachtungen durch das Projekt NEOWISE im nahen Infrarot führte 2011 zu vorläufigen Werten für den Durchmesser und die Albedo im sichtbaren Bereich von 39,0 km bzw. 0,19. Nachdem die Werte nach neuen Messungen mit NEOWISE 2012 auf 35,6 km bzw. 0,22 geändert worden waren, wurden sie 2014 auf 35,5 km bzw. 0,32 korrigiert. Nach der Reaktivierung von NEOWISE im Jahr 2013 und Registrierung neuer Daten wurden die Werte 2015 mit 32,2 km bzw. 0,34 angegeben, diese Angaben beinhalten aber hohe Unsicherheiten.
Photometrische Messungen des Asteroiden fanden erstmals statt am 9. und 10. Oktober 1983 am Observatoire de Haute-Provence in Frankreich. Aus der gemessenen Lichtkurve konnte eine Rotationsperiode von 7,74 h bestimmt werden. Weitere Beobachtungen erfolgten vom 6. bis 9. Juli 1986 an der Anderson Mesa Station des Lowell-Observatoriums in Arizona. Hier wurde eine Rotationsperiode von 7,69 h abgeleitet, während Messungen am 14. und 20. Oktober 1990 am La-Silla-Observatorium in Chile zu einer Periode von 7,715 h ausgewertet wurden.
Neue photometrische Beobachtungen wurden am 1. und 6. November 1994 am Observatorium auf dem Pic du Midi in Frankreich durchgeführt. Die Rotationsperiode wurde hier zu 7,734 h bestimmt. Außerdem wurden erstmals zwei alternative Positionen der Rotationsachse und die Achsenverhältnisse eines dreiachsig-ellipsoidischen Gestaltmodells berechnet. Weitere Beobachtungen erfolgten im Februar 1996 am La-Silla-Observatorium, im Oktober 1997 an der Universität der Wissenschaften Szeged in Ungarn, im Januar 1998 am Charkiw-Observatorium in der Ukraine, von März bis Mai 1999 am Observatorium Borówiec in Polen, im August 2000 am Nationalen Astronomischen Observatorium Roschen in Bulgarien sowie im August und Oktober 2004 erneut in Borówiec. Aus den Beobachtungsdaten von insgesamt 19 Nächten konnte eine Rotationsperiode von 7,734 h bestimmt werden. Außerdem wurde mit der Methode der konvexen Inversion aus den archivierten Daten von 1983 bis 2004 ein dreidimensionales, nahezu kugelförmiges Gestaltmodell des Asteroiden für zwei alternative Rotationsachsen mit retrograder Rotation und eine Periode von 7,7275 h berechnet.
Aus den archivierten Lichtkurven und neuen photometrischen Beobachtungen am 26. März 2006 am Taurus Hill Observatory in Finnland wurde in einer Untersuchung von 2008 ein dreidimensionales Gestaltmodell und eine Rotationsachse bestimmt, die jetzt aber nahezu in der Ebene der Ekliptik lag. Für die Rotationsperiode ergab sich ein Wert von 7,71002 h. Eine Auswertung von archivierten Lichtkurven des United States Naval Observatory in Arizona und der Catalina Sky Survey ermöglichte dann 2011 für ein dreidimensionales Gestaltmodell des Asteroiden die Bestimmung von zwei alternativen Positionen der Rotationsachse, allerdings mit prograder Rotation, und einer Periode von 7,71097 h.
Im Jahr 2021 wurde aus archivierten Daten und photometrischen Messungen von Gaia DR2 erneut eine Rotationsachse mit prograder Rotation berechnet. Die Rotationsperiode wurde dabei zu 7,71098 h bestimmt. Aus archivierten Daten des Asteroid Terrestrial-impact Last Alert System (ATLAS) aus dem Zeitraum 2015 bis 2018 wurde dann in einer Untersuchung von 2022 mit der Methode der konvexen Inversion eine Rotationsperiode von 7,7111 h berechnet.